# ケイティ・ウィルソン・カスティーヨ
ケイティ・パメラ・ウィルソン・カスティーヨ（Kati Pamela Wilson Castillo、1991年11月10日 - ）は、ドミニカ共和国の女子プロボクサー。サントドミンゴ出身。第2代IBF女子世界ジュニアフェザー級王者。

## 来歴
2007年4月16日、グレシア・ノバ戦でデビューし、判定勝利。
2011年10月22日、パナマにてオグレイディス・スアレスとWBA女子世界フェザー級暫定王座を争うが、1-2判定で敗れ暫定王座獲得ならず。これが初黒星となった。
2012年3月24日、アダ・ベレスが持つIBF女子世界ジュニアフェザー級王座に挑戦し、3-0判定で王座奪取に成功。
2012年8月11日、クリスタル・ホイ相手に初防衛戦を行い、判定で3-0判定で初防衛成功。
2012年12月17日、グレシア・ノバとノンタイトルを行い、TKO勝利。

## 戦績
- プロボクシング: 19戦 18勝 11KO 1敗

## 獲得タイトル
- 第2代IBF女子世界ジュニアフェザー級王座